# Esporte Clube Água Verde
O Esporte Clube Água Verde foi um clube brasileiro de futebol, da cidade de Curitiba, capital do estado do Paraná. Suas cores eram verde e branco.

## História

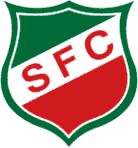
Escudo do Savoia FC

### Fundação e fusão com o Savoia
Inicialmente houve um clube no bairro Água Verde  com o nome de Água Verde Futebol Clube, fundado no dia 17 de dezembro de 1914 e que jogou as edições do Campeonato Paranaense de 1918 e 1919. Este clube uniu-se ao Savóia Futebol Clube, agremiação fundada em 14 de julho de 1914 por Tarquinio Todeschini no mesmo bairro. e que tinha participado dos campeonatos paranaenses de 1916 e 1917, sendo neste último já fusionado ao "Operário Futebol Clube", originando o Savóia-Água Verde em 1919 ou 1920. Devido às leis que proibiam nominar clubes com nomes referentes à Itália (Casa de Sabóia) por ocasião da Segunda Guerra Mundial o clube muda seu nome para "Esporte Clube Brasil" em 1942, também trocando as cores do uniforme, pois eram as mesmas daquele país europeu. Em 1944, o clube é obrigado a mudar seu nome para Esporte Clube Água Verde, pois havia uma lei que proibia nominar os clubes com nomes de países. Após esta mudança também são mudados as cores, escudo e uniforme.

### Após a Segunda Guerra Mundial
Renomeado como "Esporte Clube Água Verde", participou de vários campeonatos paranaenses, sendo o último em 1971. Em 15 de agosto de 1953, inaugurou o Estádio Orestes Thá (onde hoje é a sede social do Paraná Clube), na Vila Guaíra. Foi campeão paranaense no ano de 1967, vencendo o Grêmio Maringá por 1 a 0 no dia 19 de dezembro, após empatar as outras partidas extras em 0x0 e 2x2. Em 12 de agosto de 1971, após plebiscito dos sócios, o EC Água Verde foi "refundado" e passou a se chamar Esporte Clube Pinheiros e adotou as cores azul e branco. Uma das razões foi para se diferenciar de outros clubes da cor antiga (verde e branca) e também por uma "sugestão" da CBD, que achava o nome "bairrista" (Água Verde é um bairro curitibano).

## Títulos
| SAVOIA - Anteriores à fusão com o Água Verde Futebol Clube | SAVOIA - Anteriores à fusão com o Água Verde Futebol Clube | SAVOIA - Anteriores à fusão com o Água Verde Futebol Clube | SAVOIA - Anteriores à fusão com o Água Verde Futebol Clube |
| Competição                                                 | Competição                                                 | Títulos                                                    | Temporadas                                                 |
| ---------------------------------------------------------- | ---------------------------------------------------------- | ---------------------------------------------------------- | ---------------------------------------------------------- |
|                                                            | Seletiva para o Campeonato Paranaense de Futebol de 1917   | 1                                                          | 1917                                                       |

| SAVOIA - Após a fusão com o Água Verde Futebol Clube e antes da refundação como "Esporte Clube Água Verde" | SAVOIA - Após a fusão com o Água Verde Futebol Clube e antes da refundação como "Esporte Clube Água Verde" | SAVOIA - Após a fusão com o Água Verde Futebol Clube e antes da refundação como "Esporte Clube Água Verde" | SAVOIA - Após a fusão com o Água Verde Futebol Clube e antes da refundação como "Esporte Clube Água Verde" |
| Competição                                                                                                 | Competição                                                                                                 | Títulos | Temporadas                                                                                                 |
| --- | --- | --- | --- |
| | Torneio Início do Paraná                                                                                   | 2 | 1922 e 1940                                                                                                |

| Após a renomeação como "Esporte Clube Água Verde" | Após a renomeação como "Esporte Clube Água Verde" | Após a renomeação como "Esporte Clube Água Verde" | Após a renomeação como "Esporte Clube Água Verde" |
| Competição                                        | Competição                                        | Títulos                                           | Temporadas                                        |
| ------------------------------------------------- | ------------------------------------------------- | ------------------------------------------------- | ------------------------------------------------- |
|                                                   | Campeonato Paranaense                             | 1                                                 | 1967                                              |
|                                                   | Torneio Início do Paraná                          | 2                                                 | 1949 e 1953                                       |
|                                                   | Torneio Cidade de Curitiba                        | 1                                                 | 1967                                              |

### Campanhas de destaque
| Savóia Futebol Clube- Anterior à fusão com o Água Verde Futebol Clube | Savóia Futebol Clube- Anterior à fusão com o Água Verde Futebol Clube | Savóia Futebol Clube- Anterior à fusão com o Água Verde Futebol Clube | Savóia Futebol Clube- Anterior à fusão com o Água Verde Futebol Clube | Savóia Futebol Clube- Anterior à fusão com o Água Verde Futebol Clube |
| Torneio                                                               | Campeão                                                               | Vice-campeão                                                          | Terceiro colocado                                                     | Quarto colocado                                                       |
| --------------------------------------------------------------------- | --------------------------------------------------------------------- | --------------------------------------------------------------------- | --------------------------------------------------------------------- | --------------------------------------------------------------------- |
| Campeonato Paranaense                                                 | Não possui                                                            | 0                                                                     | 1 (1916                                                               | 0                                                                     |

| Savóia Futebol Clube - após a fusão com o Água Verde Futebol Clube e antes da renomeação como "Esporte Clube Água Verde" | Savóia Futebol Clube - após a fusão com o Água Verde Futebol Clube e antes da renomeação como "Esporte Clube Água Verde" | Savóia Futebol Clube - após a fusão com o Água Verde Futebol Clube e antes da renomeação como "Esporte Clube Água Verde" | Savóia Futebol Clube - após a fusão com o Água Verde Futebol Clube e antes da renomeação como "Esporte Clube Água Verde" | Savóia Futebol Clube - após a fusão com o Água Verde Futebol Clube e antes da renomeação como "Esporte Clube Água Verde" |
| Torneio | Campeão | Vice-campeão | Terceiro colocado | Quarto colocado |
| --- | --- | --- | --- | --- |
| Campeonato Paranaense | Não possui | 2 (1922, 1925) | 1 (1924) | 1 (1921) |

| Esporte Clube Água Verde | Esporte Clube Água Verde | Esporte Clube Água Verde | Esporte Clube Água Verde               | Esporte Clube Água Verde |
| Torneio                  | Campeão                  | Vice-campeão             | Terceiro colocado                      | Quarto colocado          |
| ------------------------ | ------------------------ | ------------------------ | -------------------------------------- | ------------------------ |
| Campeonato Paranaense    | 1 (1967)                 | Não possui               | 6 (1919, 1920, 1945, 1949, 1951, 1953) | 2 (1918, 1960)           |